# 奥列格·因戈瓦列维奇
奥列格·因戈瓦列维奇（?—?），是1252年到1258年期間的梁赞大公国君主。蒙古征服基輔羅斯期間，奥列格·因戈瓦列维奇一度被俘虜。拔都曾要求其改變信仰，但被奥列格·因戈瓦列维奇拒絕。1252年，奥列格·因戈瓦列维奇獲釋並成為梁赞大公国君主。